# Esthlogena glaucipennis
Esthlogena glaucipennis är en skalbaggsart som beskrevs av Thomson 1868. Esthlogena glaucipennis ingår i släktet Esthlogena och familjen långhorningar. Inga underarter finns listade i Catalogue of Life.